# Arnshain
Arnshain ist ein Stadtteil von Kirtorf im Norden des mittelhessischen Vogelsbergkreises.

## Geographie
Arnshain liegt nordöstlich von Kirtorf. Durch den Ort führt die Landesstraße 3070.

## Ortsgeschichte

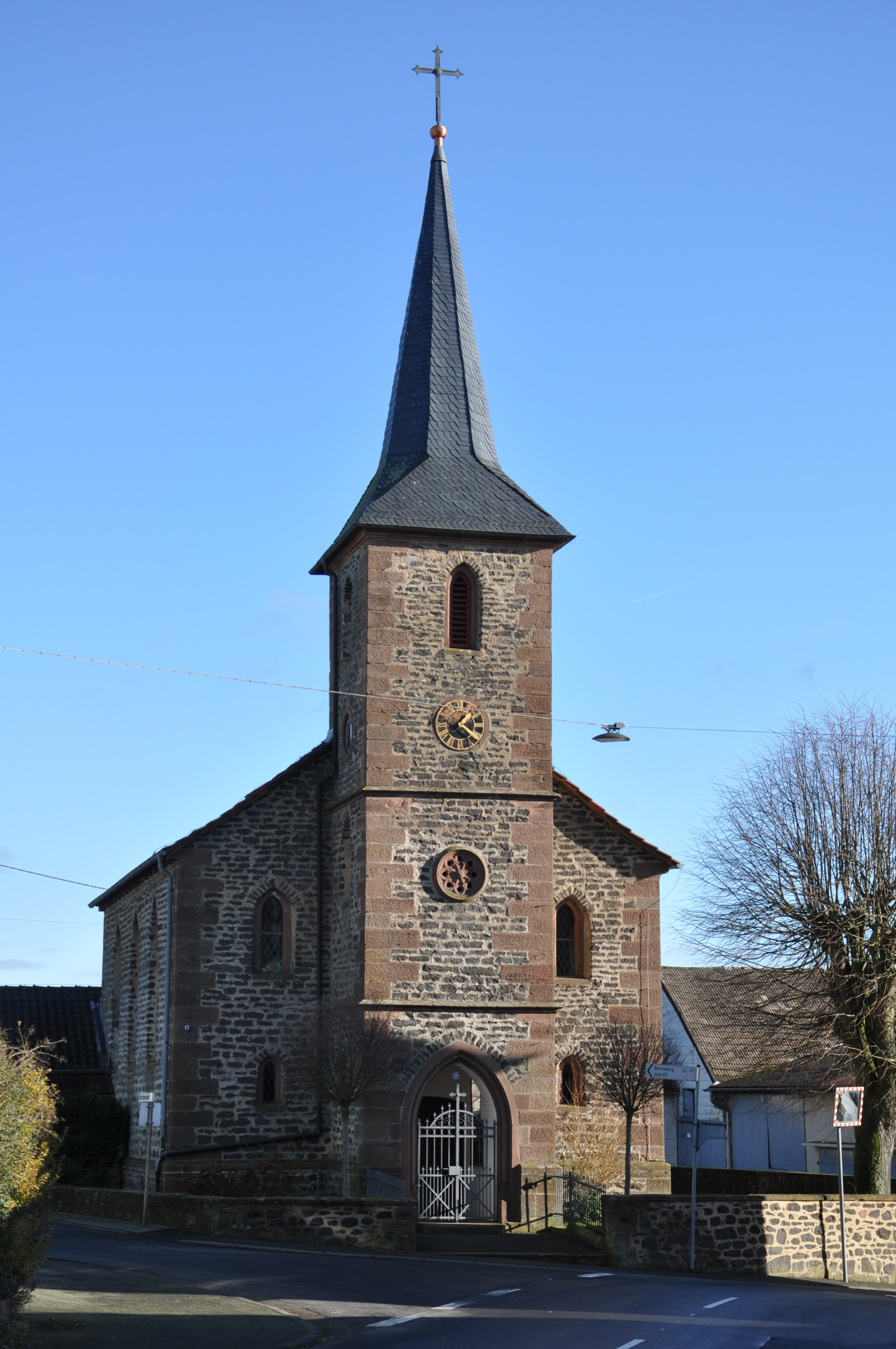
Ev. Kirche in Arnshain

### Mittelalter
Erstmals erwähnt wird die Rodesiedlung im Jahre 1248 in einem zeitgenössischen Kopiar als Arnoldeshagen. 1279 heißt es in einer Urkunde „in Arnoldeshan“.
Eine weitere Urkunde von 1346 nennt „Arnolshain“. Die historische Namensforschung leitet den  Ortsnamen nicht vom Mainzer Bischof Arnold von Seelenlosen ab. Richtig verweist der Ortsname auf die „Siedlung eines Arnolds“. Durch Verkürzung des Personennamens wird in einem Salbuch von 1574 daraus „Arnßhan“.
Im Spätmittelalter gehört Arnshain zu einem Kondominium der Landgrafschaft Hessen und der Schenck zu Schweinsberg, dem Eußergericht:

„Eußer Gericht (L. Bez. Kirtorf) Landstrich; enthält die Orte Arnshain, Bernsburg, Erbenhausen, Lehrbach, Obergleen und Wahlen, welche nun zum Bez. Kirtorf gehören. Die Gerichtsbarkeit erster Instanz stehet dem Staate und den Freiherrn von Schenk, Ganerben zu Schweinsberg, gemeinschaftlich zu. Die streitige Gerichtsbarkeit wird zu Homberg auf bestimmte Amtstage von dem Landrichter und dem von Schenkischen Amtsverweser gemeinschaftlich, hingegen die polizeilichen und andere Administrativ-Geschäfte ausschließend von dem Landrath ausgeübt. – Das Nassauische Haus hatte einen Antheil an dem Eußer Gericht erworben, und belehnte nachmals die Schenke von Schweinsberg damit. Die oben genannten Orte gehörten zum Amte Kirtorf. Anderwärts wie in Alsfeld, Romrod etc. wurde das Gericht aus Schöffen der Stadt und der Dörfer zusammengesetzt; da aber Kirtorf ausschließend den Grafen von Ziegenhain gehörte und nachher an die Landgrafen kam, an den obigen Orten aber die Schenke Antheil hatten, so konnte hier ein Gericht in der Art nicht gebildet werden, daher man das Gericht in Kirtorf (inneres Gericht) von dem der Dörfer (äußeres Gericht) unterschied. Auf diese Weise ist die Benennung Eußer Gericht entstanden, welcher Sprachgebrauch sich jedoch in neuern Zeiten ziemlich verloren hatte, und nun durch die letzte Organisation sich ganz verlieren muß.“

Die erste Kirche wurde vermutlich 1210 erbaut.

### Neuzeit
Im Jahre 1621, also im Dreißigjährigen Krieg brannte das Dorf völlig ab. Zum Ende des 19. Jahrhunderts waren über 300 Einwohner ausgewandert, hauptsächlich in die USA.
Die Statistisch-topographisch-historische Beschreibung des Großherzogthums Hessen berichtet 1830 über Arnshain:

„Arnshain (L. Bez. Kirtorf) evangel. Filialdorf; liegt an der Andreft, 1 1⁄4 St. von Kirtorf, an einer Höhe 1451 Hess. (1116 Par.) Fuß über der Meeresfläche, und gehört zum Euser Patrimonialgericht der Freiherrn von Schenk zu Schweinsberg. Der Ort besteht aus 83 Häusern mit 546 Einw., die außer 2 Kath. evangelisch sind, und hat ein Grenznebenzollamt II. Classe. Hierher gehört der Dammeshof mit einer Mühle. In diesem Dorfe stehet die Gerichtsbarkeit erster Instanz dem Staate und der Familie von Schenk gemeinschaftlich zu. In der Nähe lag der Ort Biesenrode. – Im Jahr 1297 kommt Arnshain unter dem Namen Arnoldeshan vor.“

#### Gebietsreform
Am 1. August 1972 wurde Arnshain im Zuge der Gebietsreform in Hessen durch Landesgesetz in die Stadt Kirtorf eingegliedert.

### Territorialgeschichte und Verwaltung
Die folgende Liste zeigt im Überblick die Territorien, in denen Arnshain lag, bzw. die Verwaltungseinheiten, denen es unterstand:
- vor 1567: Heiliges Römisches Reich, Landgrafschaft Hessen, Amt Kirtorf
- ab 1567: Heiliges Römisches Reich, Landgrafschaft Hessen-Marburg, Amt Kirtorf (Eußergericht je zur Hälfte den Landgrafen und den Schencken zu Schweinsberg)[14]
- 1604–1648: Heiliges Römisches Reich, strittig zwischen Landgrafschaft Hessen-Darmstadt und Landgrafschaft Hessen-Kassel (Hessenkrieg)
- ab 1604: Heiliges Römisches Reich, Landgrafschaft Hessen-Darmstadt, Oberfürstentum Hessen, Oberamt Alsfeld, Amt Kirtorf (Eußergericht)
- ab 1806: Rheinbund, Großherzogtum Hessen, Oberfürstentum Hessen, Oberamt Alsfeld, Amt Kirtorf (Eußergericht)[15][16]
- ab 1815: Deutscher Bund, Großherzogtum Hessen, Provinz Oberhessen, Amt Romrod, (Eußergericht)[17]
- ab 1821: Deutscher Bund, Großherzogtum Hessen, Provinz Oberhessen, Landratsbezirk Kirtorf (Trennung zwischen Justiz (Landgericht Homberg an der Ohm) und Verwaltung)[18]
- ab 1832: Deutscher Bund, Großherzogtum Hessen, Provinz Oberhessen, Kreis Alsfeld
- ab 1848: Deutscher Bund, Großherzogtum Hessen, Regierungsbezirk Alsfeld
- ab 1852: Deutscher Bund, Großherzogtum Hessen, Provinz Oberhessen, Kreis Alsfeld
- ab 1866: Norddeutscher Bund, Großherzogtum Hessen, Provinz Oberhessen, Kreis Alsfeld
- ab 1871: Deutsches Reich, Großherzogtum Hessen, Provinz Oberhessen, Kreis Alsfeld
- ab 1918: Deutsches Reich, Volksstaat Hessen, Provinz Oberhessen, Kreis Alsfeld
- ab 1945: Amerikanische Besatzungszone, Groß-Hessen, Regierungsbezirk Darmstadt, Kreis Alsfeld
- am 1. August 1972 wurde Arnshain der neu gebildeten Stadtgemeinde Kirtorf eingegliedert.
- ab 1949: Bundesrepublik Deutschland, Land Hessen (seit 1946), Regierungsbezirk Darmstadt, Kreis Alsfeld
- ab 1972: Bundesrepublik Deutschland, Land Hessen, Regierungsbezirk Darmstadt, Vogelsbergkreis
- ab 1981: Bundesrepublik Deutschland, Land Hessen, Regierungsbezirk Gießen, Vogelsbergkreis

### Gerichtszugehörigkeit seit 1803
In der Landgrafschaft Hessen-Darmstadt wurde mit Ausführungsverordnung vom 9. Dezember 1803 das Gerichtswesen neu organisiert. Für die Provinz Oberhessen wurde das „Hofgericht Gießen“ als Gericht der zweiten Instanz eingerichtet. Die Rechtsprechung der ersten Instanz wurde durch die Ämter bzw. Standesherren vorgenommen und somit war für Arnshain das Eußergericht  zuständig.
Das Hofgericht war für normale bürgerliche Streitsachen Gericht der zweiten Instanz, für standesherrliche Familienrechtssachen und Kriminalfälle die erste Instanz. Übergeordnet war das Oberappellationsgericht Darmstadt.
Mit der Gründung des Großherzogtums Hessen 1806 wurde diese Funktion beibehalten, während die Aufgaben der ersten Instanz 1821 im Rahmen der Trennung von Rechtsprechung und Verwaltung auf die neu geschaffenen Landgerichte übergingen. „Landgericht Homberg an der Ohm“ war daher von 1821 bis 1879 die Bezeichnung für das erstinstanzliche Gericht in Homberg an der Ohm, das für Arnshain zuständig war. Die  Freiherrn Schenck zu Schweinsberg  verzichteten am 13. März 1822 auf ihre Polizei- und andere administrative Rechte zugunsten der Landesbehörden. Im Landgericht Homberg wurden die Rechtsprechung weiter gemeinschaftlich ausgeübt.
Erst infolge der Märzrevolution 1848 wurden mit dem „Gesetz über die Verhältnisse der Standesherren und adeligen Gerichtsherren“ vom 15. April 1848 die standesherrlichen Sonderrechte endgültig aufgehoben.
Anlässlich der Einführung des Gerichtsverfassungsgesetzes mit Wirkung vom 1. Oktober 1879, infolge derer die bisherigen großherzoglich hessischen Landgerichte durch Amtsgerichte an gleicher Stelle ersetzt wurden, während die neu geschaffenen Landgerichte nun als Obergerichte fungierten, kam es zur Umbenennung in „Amtsgericht Homberg an der Ohm“ und Zuteilung zum Bezirk des Landgerichts Gießen. Gleichzeitig wurde Arnshain dem Bereich des Amtsgerichts Alsfeld zugeordnet.
In der Bundesrepublik Deutschland sind die übergeordneten Instanzen das Landgericht Gießen, das Oberlandesgericht Frankfurt am Main sowie der Bundesgerichtshof als letzte Instanz.

### Einwohnerentwicklung
| • 1791: | 353 Einwohner            |
| • 1800: | 441 Einwohner            |
| • 1806: | 451 Einwohner, 77 Häuser |
| • 1829: | 546 Einwohner, 83 Häuser |
| • 1867: | 459 Einwohner, 77 Häuser |

| Arnshain: Einwohnerzahlen von 1791 bis 2015 | Arnshain: Einwohnerzahlen von 1791 bis 2015 | Arnshain: Einwohnerzahlen von 1791 bis 2015 | Arnshain: Einwohnerzahlen von 1791 bis 2015 | Arnshain: Einwohnerzahlen von 1791 bis 2015 |
| --- | ------------------------------------------- | ------------------------------------------- | ------------------------------------------- | ------------------------------------------- |
| Jahr |                                             |                                             |                                             | Einwohner                                   |
| 1791 | 1791                                        |                                             | 353                                         | 353                                         |
| 1800 | 1800                                        |                                             | 441                                         | 441                                         |
| 1806 | 1806                                        |                                             | 451                                         | 451                                         |
| 1829 | 1829                                        |                                             | 459                                         | 459                                         |
| 1834 | 1834                                        |                                             | 524                                         | 524                                         |
| 1840 | 1840                                        |                                             | 558                                         | 558                                         |
| 1846 | 1846                                        |                                             | 540                                         | 540                                         |
| 1852 | 1852                                        |                                             | 516                                         | 516                                         |
| 1858 | 1858                                        |                                             | 518                                         | 518                                         |
| 1864 | 1864                                        |                                             | 476                                         | 476                                         |
| 1871 | 1871                                        |                                             | 411                                         | 411                                         |
| 1875 | 1875                                        |                                             | 393                                         | 393                                         |
| 1885 | 1885                                        |                                             | 398                                         | 398                                         |
| 1895 | 1895                                        |                                             | 404                                         | 404                                         |
| 1905 | 1905                                        |                                             | 432                                         | 432                                         |
| 1910 | 1910                                        |                                             | 445                                         | 445                                         |
| 1925 | 1925                                        |                                             | 408                                         | 408                                         |
| 1939 | 1939                                        |                                             | 430                                         | 430                                         |
| 1946 | 1946                                        |                                             | 635                                         | 635                                         |
| 1950 | 1950                                        |                                             | 617                                         | 617                                         |
| 1956 | 1956                                        |                                             | 495                                         | 495                                         |
| 1961 | 1961                                        |                                             | 455                                         | 455                                         |
| 1967 | 1967                                        |                                             | 412                                         | 412                                         |
| 1970 | 1970                                        |                                             | 415                                         | 415                                         |
| 1980 | 1980                                        |                                             | ?                                           | ?                                           |
| 1990 | 1990                                        |                                             | ?                                           | ?                                           |
| 2000 | 2000                                        |                                             | ?                                           | ?                                           |
| 2011 | 2011                                        |                                             | 339                                         | 339                                         |
| 2015 | 2015                                        |                                             | 330                                         | 330                                         |
| Datenquelle: Historisches Gemeindeverzeichnis für Hessen: Die Bevölkerung der Gemeinden 1834 bis 1967. Wiesbaden: Hessisches Statistisches Landesamt, 1968. Weitere Quellen: ; Stadt Kirdorf: Stadtteile im Webarchiv; Zensus 2011 |                                             |                                             |                                             |                                             |

### Religionszugehörigkeit
| • 1829: | 544 evangelische, 2 römisch-katholische Einwohner                 |
| • 1961: | 422 evangelische (= 92,75 %), 32 katholische (= 7,03 %) Einwohner |

## Politik
Ortsvorsteher ist Ralf Mest (Stand Juli 2021).